# فیل باربر
فیل باربر (انگلیسی: Phil Barber؛ زادهٔ ۱۰ ژوئن ۱۹۶۵) بازیکن فوتبال اهل بریتانیا است.
از باشگاه‌هایی که در آن بازی کرده‌است می‌توان به باشگاه فوتبال کریستال پالاس، باشگاه فوتبال منزفیلد تاون، باشگاه فوتبال کراولی تاون، باشگاه فوتبال فولام، باشگاه فوتبال دالیچ هملت، باشگاه فوتبال میلوال، باشگاه فوتبال ردهیل، باشگاه فوتبال کرویدون، باشگاه فوتبال آیلزبری یونایتد، باشگاه فوتبال بریستول سیتی، باشگاه فوتبال پلیموث آرگیل، باشگاه فوتبال کارشالتون اتلتیک، و باشگاه فوتبال دوور اتلتیک اشاره کرد.